# Tatiana Ovechkina
Tatiana Nikolayevna Ovechkina (nacida el 19 de marzo de 1950 en Moscú, Unión Soviética) es una exjugadora de baloncesto rusa. Consiguió 9 medallas en competiciones oficiales con la URSS. Es la madre del jugador de hockey sobre hielo Aleksandr Ovechkin.